# Carlos Abel
 Carlos Abel  foi um filólogo alemão. Nasceu em Berlim. Escreveu grande número de obras e memórias como: Sobre a língua, como expressão do modo de pensar duma nação (Berlim 1869); Cartas sobre as relações internacionais (1871); Investigações coptas (1876); Sobre os métodos filosóficos (1877); Etimologias egípcias (1878), Críticas egípcia 1878; Sobre a historia da escrita hieroglífica 1890.